# ماورو بياتشنسا
ماورو بياتشنسا (بالإيطالية: Mauro Piacenza)‏ JCD (من مواليد 15 سبتمبر 1944) هو الإيطالي أسقف الكنيسة الكاثوليكية. منذ عام 2010، عمل كردينال رئيسًا للسجن الرسولي منذ تعيينه من قبل البابا فرانسيس في 21 سبتمبر 2013. كان محافظًا لجماعة رجال الدين من 7 أكتوبر 2010 إلى 21 سبتمبر 2013. حيث كان أمينًا منذ عام 2007. في تلك الجماعة، قدّر البابا بنديكت السادس عشر، وفقًا لتقرير واحد، «كفاءته ومعرفته العميقة بكيفية عمل المجمع ومشكلاته» و «خطه الفكري الكنسي التقليدي».

## حياة سابقة
ولد بياتشنسا في جنوة. بعد دراسته في المدرسة الكبرى الأسقفية في جنوة، رُسم إلى الكنيسة الكهنوتية بواسطة جوزيبي سيري في 21 ديسمبر 1969. ثم أكمل دراسته في الجامعة البابوية لاتران، حيث حصل على شهادة الدكتوراه بامتياز مع مرتبة الشرف في القانون الكنسي.
بعد أن خدم كنائب ضيقة، عمل قسيسًا بجامعة جنوة. قام بياتشينزا بتدريس القانون الكنسي في كلية اللاهوت في شمال إيطاليا وشغل العديد من المناصب الأخرى، حيث عمل كمسؤول صحفي لرئيس الأساقفة. وكان مساعد الأبرشية لحركة الالتزام الثقافي الكنسية. شغل منصب أستاذ الثقافة المعاصرة وتاريخ الإلحاد في معهد ليغوري العالي للدراسات الدينية وكذلك أستاذ اللاهوت العقدي في معهد أبرشية اللاهوت ل لاي «ديداكاليون». كما علم اللاهوت في العديد من المدارس الحكومية. وقد قدم شريعة لكاتدرائية جنوة في عام 1986.

## الخدمة في كوريا الرومانية
التحق بموظفي المجمع من أجل رجال الدين في عام 1990  وعين وكيلها في 11 مارس 2000.
في 13 أكتوبر 2003، قام البابا يوحنا بولس الثاني بتعيين بياتشينزا رئيسًا للجنة البابوية للتراث الثقافي للكنيسة والأسقف الفيكتوري. حصل على الأسقفية تكريس يوم 15 نوفمبر من الكاردينال تارسيسيو بيرتوني، مع الكاردينال دارييو كاستريلون هويوس والمطران ألبيرتو Tanasini كما شارك في consecrators .
تم تعيينه رئيسًا للجنة البابوية للآثار المقدسة في 28 أغسطس 2004. تم تعيينه أمينًا لجمعية رجال الدين ورفع إلى رتبة رئيس الأساقفة في 7 مايو 2007. تم تعيينه محافظًا لتلك الجماعة في 7 أكتوبر 2010. كان تعيينه غير عادي حيث تم تعيين عدد قليل من المسؤولين الذين يشغلون منصب الأمين كحاكم لنفس المسكن. [بحاجة لمصدر]

في 20 نوفمبر 2010، أنشأه البابا بنديكت السادس عشر الكاردينال-الشماس لسان باولو أيل تري فونتان  ، وفي 29 ديسمبر 2010، عينه عضوًا في جماعة العبادة الإلهية وانضباط الأسرار، جماعة التعليم الكاثوليكي والمجلس البابوي للاتصالات الاجتماعية.
لقد كان أحد الناخبين الرئيسيين الذين شاركوا في اجتماع البابوي 2013 الذي انتخب البابا فرانسيس.
بياسينزا، مثله مثل جميع ضباط كوريا الرومانية، فقد منصبه باستقالة البابا بنديكت السادس عشر. أعاد البابا فرانسيس تعيينهم مؤقتًا  ثم نقل بياتشينزا من منصبه كقائد لجماعة رجال الدين لرئاسة السجون الرسولية في 21 سبتمبر 2013. يوصف دوره الجديد بأنه «منصب قيادي أدنى بالتأكيد» كرئيس «لمحكمة الفاتيكان غير المعروفة التي تتعامل مع اعترافات الخطايا الخطيرة لدرجة أن البابا وحده يمكنه منح الغفران، مثل قضية قس ينتهك السرية الطائفية».

## روابط خارجية
- "Piacenza Card. Mauro". Holy See Press Office. مؤرشف من الأصل في 2016-09-19. اطلع عليه بتاريخ 2017-11-25.
- الكاثوليكي التسلسل الهرمي

| ألقاب الكنيسة الكاثوليكية                   | ألقاب الكنيسة الكاثوليكية                                                       | ألقاب الكنيسة الكاثوليكية                |
| ------------------------------------------- | ------------------------------------------------------------------------------- | ---------------------------------------- |
| يتقدم بواسطة </br> خوسيه سانشيز ‏            | رئيس اللجنة البابوية للتراث الثقافي للكنيسة ‏ </br> 13 أكتوبر 2003 - 7 مايو 2007 | نجح بواسطة </br> جيانفرانكو رافاسي       |
| يتقدم بواسطة </br> تشابا تيرنياك            | سكرتير الجماعة لرجال الدين </br> 7 مايو 2007 - 7 أكتوبر 2010                    | نجح بواسطة </br> سيلسو مورغا إيروزوبيتا ‏ |
| يتقدم بواسطة </br> كلوديو كاردينال همس، OFM | محافظ الجماعة لرجال الدين </br> 7 أكتوبر 2010 - 21 سبتمبر 2013                  | نجح بواسطة </br> بنيامينو ستيلا          |
| يتقدم بواسطة </br> مانويل مونتيرو دي كاسترو | سجن رئيسي </br> 21 سبتمبر 2013 - حتى الآن                                       | مايجب في الوضع الراهن                    |